# Chiesa di San Maurizio (Neirone)
La chiesa di San Maurizio è un luogo di culto cattolico situato nel comune di Neirone, in piazza Basilio, nella città metropolitana di Genova. La chiesa è sede della parrocchia omonima del vicariato della Val Fontanabuona della diocesi di Chiavari.
Le principali festività si celebrano nelle ricorrenze di san Vittorio e san Maurizio.
L'edificio è sottoposto a vincolo architettonico da parte della Soprintendenza per i beni archeologici della Liguria e fa parte del Catalogo generale dei beni culturali del Ministero della cultura.

## Storia

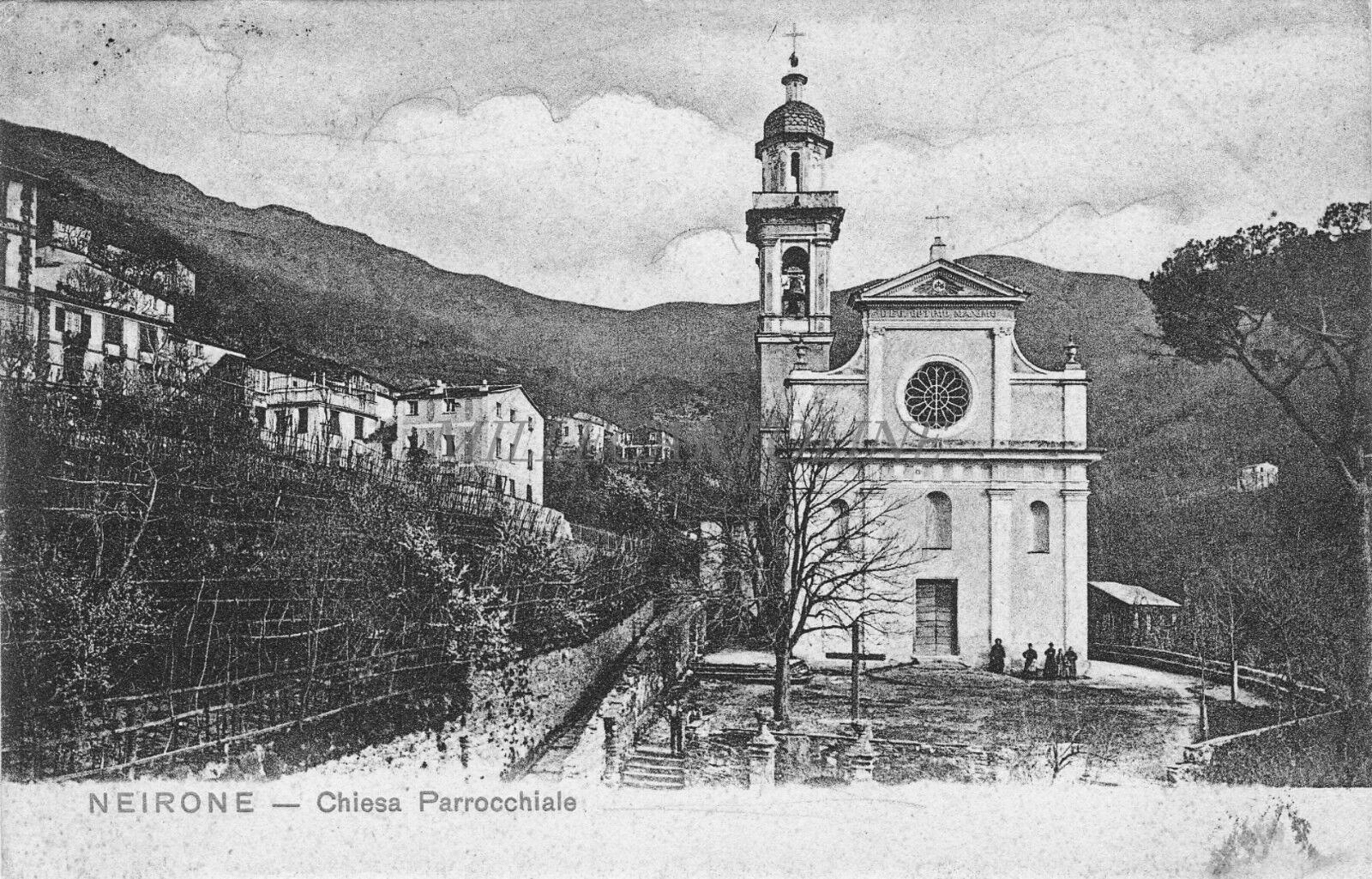
Foto del 1904 scattata per le commemorazioni in "Ricordo delle Feste Centenarie e Giubilari" dedicate a San Maurizio. In foto potrebbe essere raffiurato Serafino Traverso, parroco di Piandeipreti, o il commissionario dell'opera.

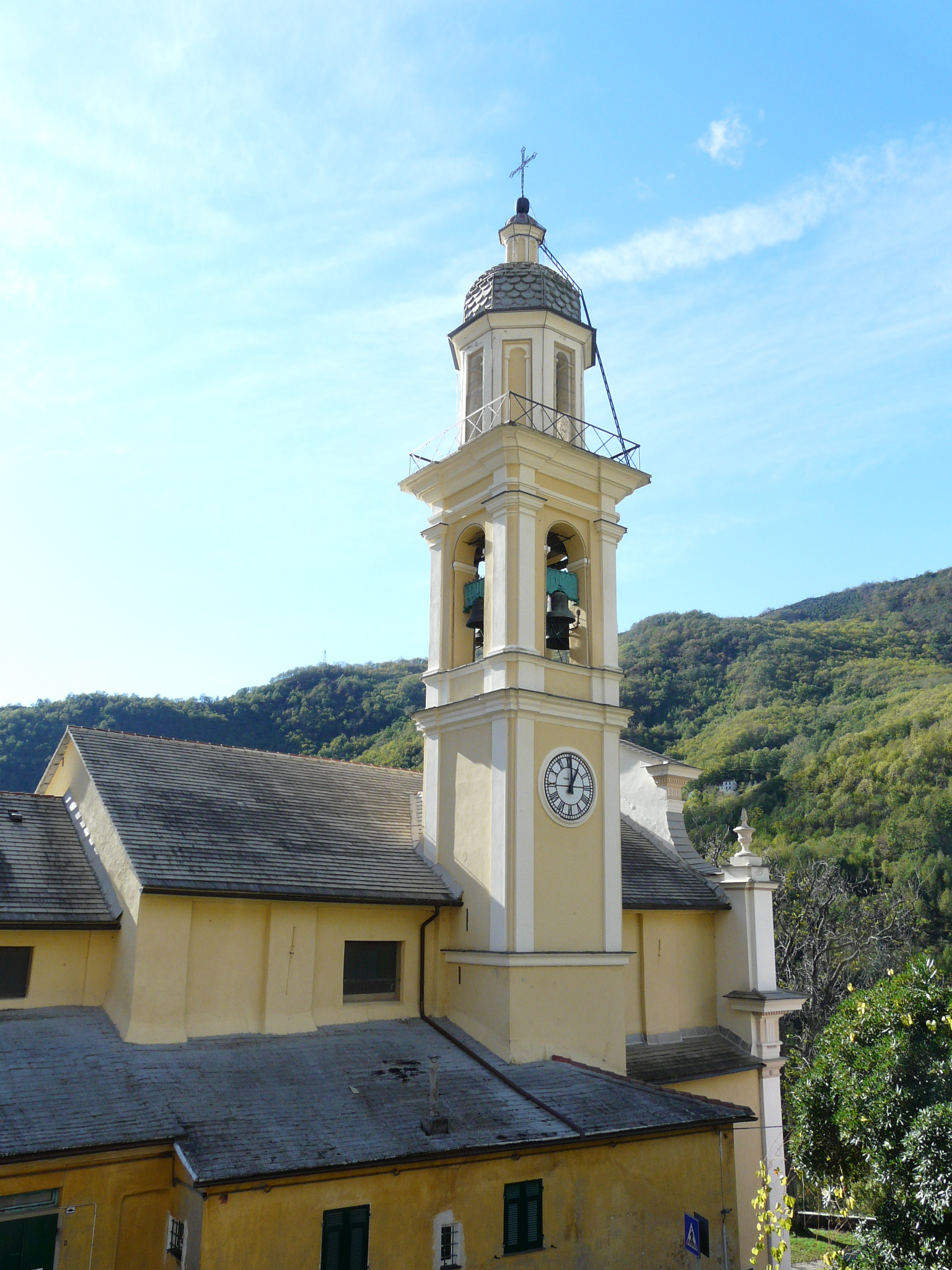
Particolare del campanile

La chiesa di San Maurizio è situata nel capoluogo di Neirone, e fu edificata nel XVII secolo.
La sua parrocchia, già presente dal XII secolo, fu un'antica dipendenza della pieve di Sant'Ambrogio di Uscio e dal XVII secolo le furono distaccate diverse comunità parrocchiali: San Rocco di Ognio nel 1603, San Giacomo di Gattorna (Moconesi) nel 1621 e San Lorenzo di Roccatagliata dal 1646.
L'edificio fu consacrato dal primo vescovo della diocesi di Chiavari, monsignore Fortunato Vinelli, nel 1896.

## Descrizione
Edificata in stile neoclassico, ospita all'interno diverse ancone del XVIII secolo e statue lignee. Fra le varie sculture vi è la statua ritraente la Madonna del Rosario, opera di Giovanni Maragliano, nipote del celebre Anton Maria Maragliano.
È inoltre presente un affresco che rappresenta la vallata della Fontanabuona, dominata dall'antico castello feudale di Roccatagliata.